# Домачевський район
Домачевський район (біл. Дамачаўскі раён) — адміністративно-територіальна одиниця в Білоруській РСР у 1940—1956 роках, що входила до Берестейської області.
Домачевський район із центром у міському селищі Домачеве був утворений у Берестейській області 15 січня 1940 року, у жовтні встановлено поділ на 7 сільрад. 1 травня 1940 року на півдні району утворено міське селище Томашівка, яке 12 жовтня перетворено на робоче селище. 10 березня 1954 року робоче селище Томашівка ліквідоване. 16 липня 1954 року до району була приєднана Страдецька сільрада, що раніше перебувала в Берестейському районі. Того ж дня проведено перегляд поділу району на сільради, у тому числі Страдецьку сільраду перейменовано на Дурицьку. 17 грудня 1956 район був скасований, а вся його територія передана до складу Берестейського району.

## Сільради
1940—1954
- Дубицька;
- Комарівська;
- Леплевська;
- Меднівська;
- Підлузька;
- Приборівська;
- Черська.

1954—1956
- Дурицька;
- Леплевська;
- Липинківська;
- Меднівська;
- Підлузька;
- Приборівська;
- Томашівська;
- Черська.